# John Gadret
John Gadret (Épernay, Xampanya-Ardenes, 22 d'abril de 1979) és un ciclista francès, professional des del 2004 al 2015.
Especialista en ciclocròs, ha guanyat nombroses curses en aquesta especialitat, entre elles dos campionats nacionals (2004 i 2006). També ha demostrat les seves bones condicions d'escalador, sobretot al Giro d'Itàlia, en què el 2011 va aconseguir el que és la seva victòria més destaca, en guanyar l'onzena etapa amb final a Castelfidardo. Al Tour de França de 2010 fou el primer francès de la classificació general, en acabar el 19è.

## Palmarès
- 2004
  -  Campió de França de ciclocròs
- 2006
  -  Campió de França de ciclocrós
- 2007
  - 1r al Gran Premi del cantó d'Argòvia
  - 1r al Tour de l'Ain i vencedor d'una etapa
- 2008
  - Vencedor d'una etapa del Tour de l'Ain
- 2011
  - Vencedor d'una etapa del Giro d'Itàlia

### Resultats al Tour de França
- 2007. 54è de la classificació general
- 2008. Abandona (7a etapa)
- 2010. 19è de la classificació general
- 2011. No surt (11a etapa)
- 2013. 22è de la classificació general
- 2014. 19è de la classificació general

### Resultats a la Volta a Espanya
- 2008. 18è de la classificació general
- 2009. Abandona (11a etapa)
- 2012. No surt (12a etapa)

### Resultats al Giro d'Itàlia
- 2004. Abandona (4a etapa)
- 2006. Abandona (18a etapa)
- 2010. 13è de la classificació general
- 2011. 3r de la classificació general. Vencedor d'una etapa
- 2012. 11è de la classificació general